# Cucumis metuliferus
Il kiwano (Cucumis metuliferus Jacques) è una pianta della famiglia delle Cucurbitaceae,  originaria dell'Africa.

## Descrizione

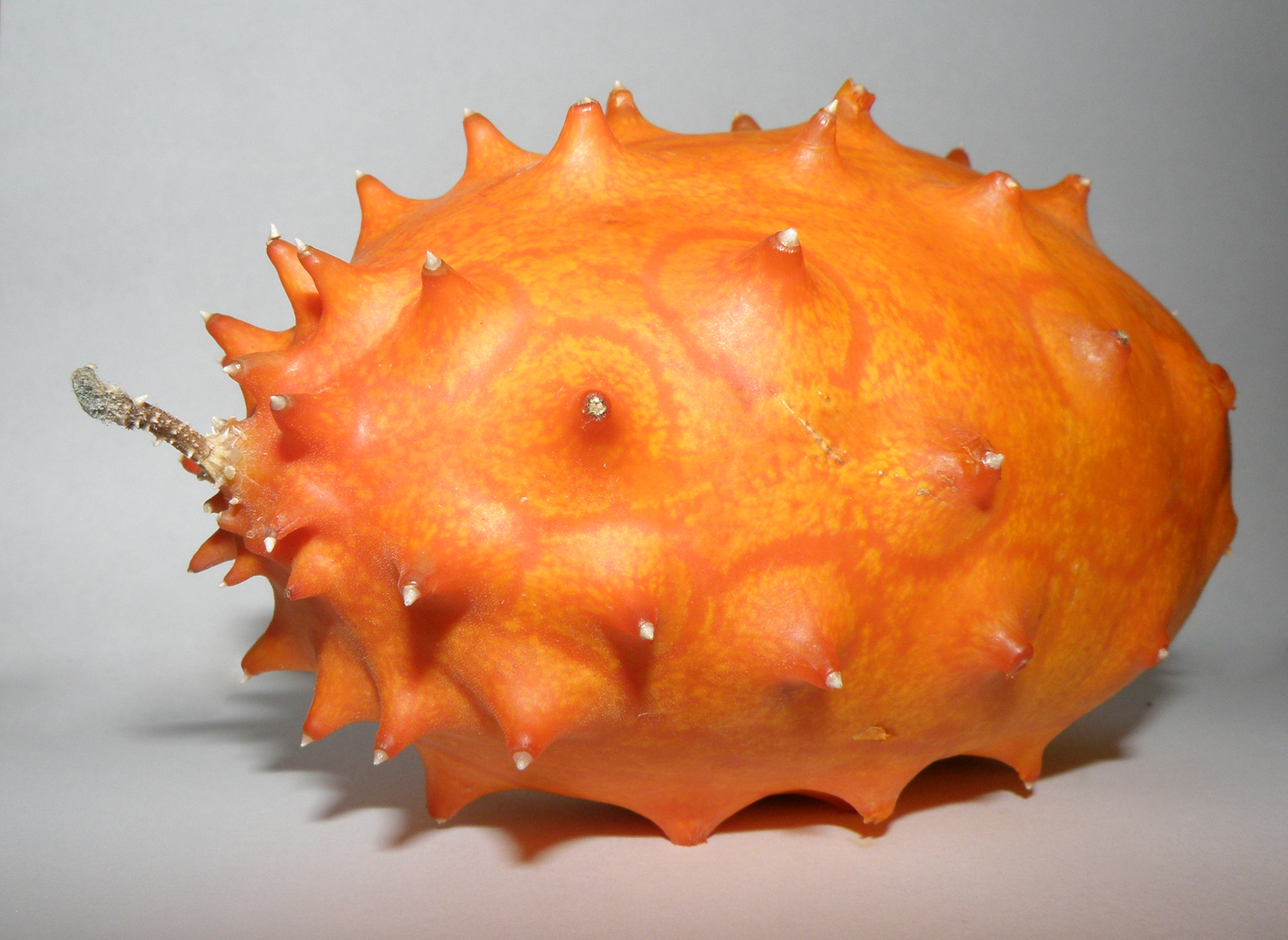
Frutto di kiwano

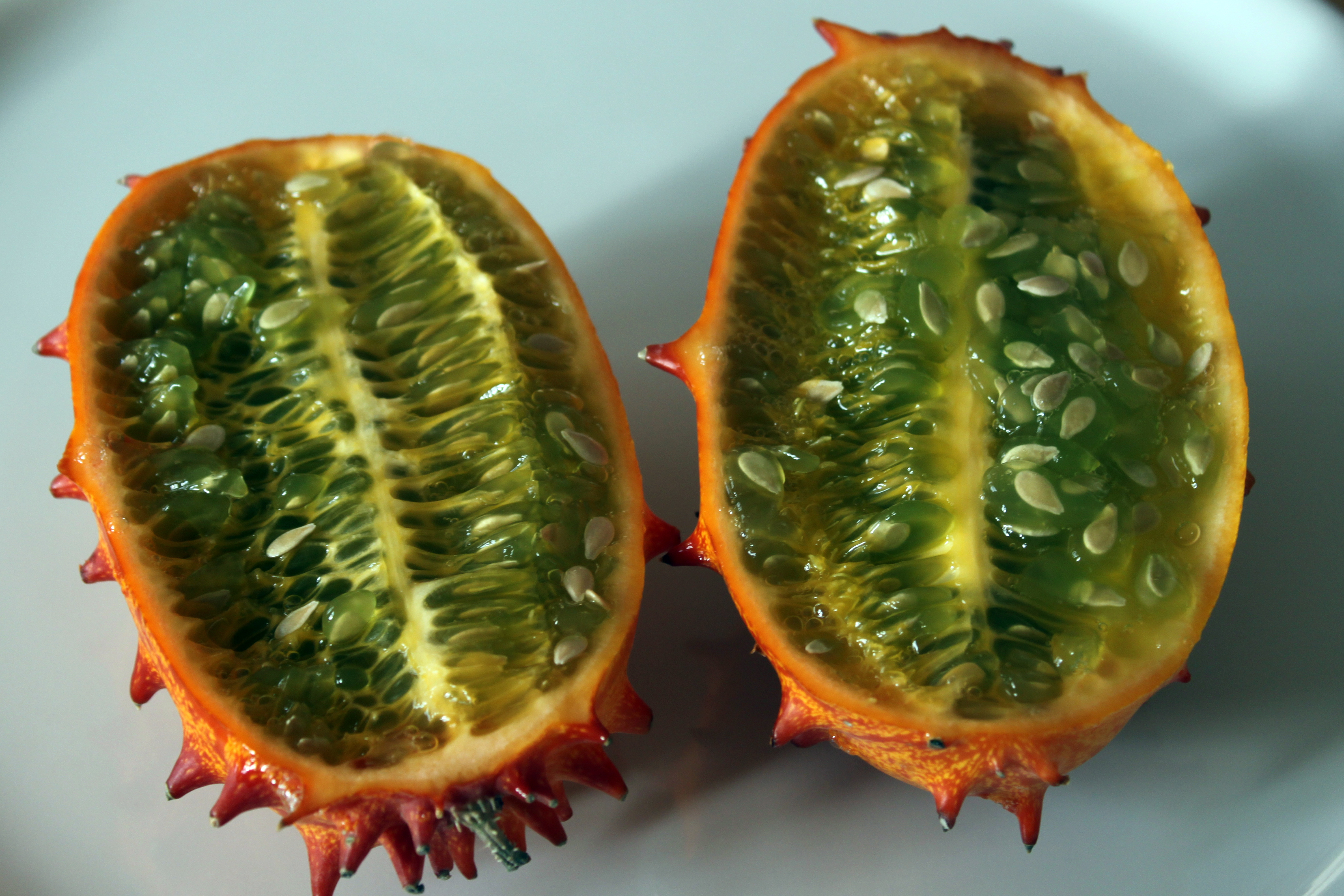
Kiwano sezionato

È una pianta rampicante annuale che presenta fiori piccoli e gialli con ovario infero e uno stelo peloso come altre Cucurbitaceae.
Il frutto maturo è di colore arancione-rossastro. Ha una buccia con spine dure che lo rendono decorativo. La polpa è fatta di semini ricoperti da uno strato gelatinoso di colore verde. Proviene dall'Africa ed è coltivato anche in Nuova Zelanda. Il sapore del kiwano non è molto intenso, vista la notevole quantità d'acqua che contiene, ed è leggermente agrodolce, per certi aspetti può ricordare quello della banana.

## Usi
Il kiwano è una pianta alimentare tradizionale in Africa. Insieme al cetriolo gemsbok (Acanthosicyos naudinianus) e al melone tsamma (Citrullus caffer), è una delle poche fonti di acqua durante la stagione secca nel deserto del Kalahari. Nello Zimbabwe settentrionale, è chiamato gaka o gakachika, ed è utilizzato principalmente come spuntino o insalata, e raramente come decorazione. Può essere consumato in qualsiasi fase di maturazione.
C. metuliferus può essere utilizzato come portainnesto per il melone per prevenire sia la riduzione della crescita che l'accumulo di nematodi nel terreno infestato da M. incognita.
Il sapore del frutto è stato paragonato a una combinazione di banana e frutto della passione, cetriolo e zucchina o una combinazione di banana, cetriolo e lime. Una piccola quantità di sale o zucchero può aumentarne il sapore, ma il contenuto di semi può rendere il consumo di questo frutto meno pratico rispetto a quello di molti frutti comuni.